# 56 Ceti
56 Ceti, som är stjärnans Flamsteed-beteckning, är en ensam stjärna belägen i den södra delen av stjärnbilden Valfisken. Den har en skenbar magnitud på 4,85 och är svagt synlig för blotta ögat där ljusföroreningar ej förekommer. Baserat på parallaxmätning inom Hipparcosuppdraget på ca 7,4 mas, beräknas den befinna sig på ett avstånd på ca 440 ljusår (ca 135 parsek) från solen. Den rör sig bort från solen med en heliocentrisk radialhastighet på ca 27 km/s.

## Nomenklatur
Stjärnans fanns inte i den ursprungliga Bayerkatalogen, utan gavs den Bayerliknande beteckningen Upsilon1 Ceti av Flamsteed för att skilja den från Bayers Upsilon Ceti, som Flamsteed betecknade Upsilon2 eller 59 Ceti. År 1801 upptog J.E. Bode denna beteckning i sin Uranographia, men beteckningarna Upsilon1 och Upsilon2 används i allmänhet inte idag.

## Egenskaper
56 Ceti är en orange till gul jättestjärna av spektralklass K3 III. Den har en radie som är ca 39 solradier och utsänder från dess fotosfär ca 391 gånger mera energi än solen vid en effektiv temperatur av ca 4 100 K.